# Suzan Pitt
Suzan Pitt (Kansas City, 11 luglio 1943 – Taos, 16 giugno 2019) è stata una regista e artista statunitense.
Come regista, è conosciuta soprattutto per il suo film surrealista Asparagus ed è considerata una delle registe statunitensi più influenti nell'ambito dell'animazione indipendente e sperimentale.
Come artista, ha realizzato quadri, dipinti su abiti e installazioni multimediali, ricevendo la Guggenheim Fellowship, la Rockefeller Fellowship e finanziamenti dal National Endowment of the Arts. 
Ha insegnato ad Harvard, Berlino e alla CalArts. 

## Filmografia
- Bowl, Garden, Theatre, Marble Game - cortometraggio (1970)
- Crocus  - cortometraggio (1971)
- A City Trip - cortometraggio (1972)
- Cels - cortometraggio (1972)
- Whitney Commercial - cortometraggio (1973)
- Jefferson Circus Songs - cortometraggio (1973)
- Asparagus - cortometraggio (1979)
- Joy Street - cortometraggio (1995)
- El Doctor - cortometraggio (2006)
- Visitation - cortometraggio (2011)
- Pinball - cortometraggio (2013)

## Riconoscimenti
- Festival internazionale del cortometraggio di Oberhausen
  - 1979 - Primo premio ad Asparagus
  - 1979 - Premio della critica internazionale ad Asparagus